# Wendy (Fernsehserie, 1995)
Wendy (Riding High) ist eine neuseeländische Fernsehserie.  Die Serie basiert auf den Comics der Zeitschrift Wendy.

## Inhalt
Wendy lebt auf dem Reiterhof Rosenborg (Englisch: Lindentree). Dort kümmert sie sich um die Pferde und erlebt einige Abenteuer.

## Hintergrund
Wendy basiert auf den Comics aus der gleichnamigen Zeitschrift. Die Serie wurde in Neuseeland gedreht und ab dem 31. Dezember 1995 im neuseeländischen Fernsehen erstausgestrahlt. In Deutschland lief die erste Folge am 9. Mai 1996 bei RTL II. Die deutschen Synchronsprecher sind auch die Sprecher der Wendy Hörspielserie von Kiosk/Kiddinx. Am 10. März 2016 erschien die Serie erstmals in Deutschland auf DVD. Von 1996 bis 1998 veröffentlichte der Franz Schneider Verlag außerdem neun Bücher zur Fernsehserie.
Neben der deutschen Synchronisation wurde die Fernsehserie auch auf Italienisch übersetzt.

## Figuren
Familie Thorsteeg
- Wendy Thorsteeg (im neuseeländischen Original: Wendy Thorburn) ist ein 15-jähriges Mädchen, das auf dem Reiterhof Rosenborg (im neuseeländischen Original: Lindentree) lebt.
- Gunnar Thorsteeg (im neuseeländischen Original: Charles Thorburn) ist der Vater von Wendy. Er ist sehr streng und stur.
- Heike Thorsteeg (im neuseeländischen Original: Helen Thorburn) ist die Mutter von Wendy. Sie übernimmt die organisatorischen Tätigkeiten auf dem Hof und schaut dabei besonders auf die Finanzen. Seit einem traumatischen Reitunfall in ihrer Jugend reitet sie nicht mehr.
- Herta Thorsteeg  (im neuseeländischen Original: Alice Thorburn) ist die Oma von Wendy und Mutter von Gunnar.
- Alexa Thorsteeg (im neuseeländischen Original: Alexa Thorburn) ist die Schwester von Wendy. Sie studiert Modedesign und interessiert sich gar nicht für Pferde. Das Reiten hat sie nie gelernt.
- Vanessa Thorsteeg-Held (im neuseeländischen Original: Vanessa Wilde) ist die Cousine von Wendy. Sie interessiert sich sehr für Mode. Sie reitet das Pferd Tarik.
- Ingrid Thorsteeg-Held (im neuseeländischen Original: Ingrid Wilde) ist die Mutter von Vanessa und Tante von Wendy. Sie führt ein Kosmetik- und Fitnessstudio. In diesem gibt es eine Sauna und die Besucher können dort schwimmen, eine Massage bekommen usw.
- Daniel ist der Vater von Vanessa. Er verließ Vanessas Mutter wegen einer jüngeren Frau.
- Max Knudsen ist Immobilienmakler und der Freund von Ingrid. Er ist sehr manipulativ und nur auf seine eigenen Vorteile bedacht. Später verlobt er sich mit Ingrid.

Familie Krämer
- Bianca Krämer (in Turnieren wird sie oft als Bianca Herrmann aufgerufen, im neuseeländischen Original heißt sie: Bianca Frazer) ist die beste Freundin von Wendy. Sie wurde adoptiert, weiß aber bis zu ihrem 15. Lebensjahr nichts davon, sondern hält ihre Adoptiveltern auch für ihre leiblichen Eltern. Bianca reitet das Pferd Prinz und lebt bei ihrem sehr strengen Adoptivvater Paul.
- Jeannette Krämer (im neuseeländischen Original: Jeannette Frazer) ist Biancas Adoptivmutter. Sie stirbt als Bianca zehn Jahre alt ist.
- Paul Krämer (im neuseeländischen Original: Paul Frazer) ist Biancas Adoptivvater. Er ist Polizist und hat außer Bianca noch einen Sohn namens Peter, der aber nicht bei ihm wohnt.
- Peter Krämer (im neuseeländischen Original: Peter Frazer) ist Biancas Bruder. Er ist sehr kreativ und arbeitet in der Nähe der Universität in einem Café. Er ist das leibliche Kind von Paul und Jeannette.
- Annabel ist Biancas leibliche Mutter. Als sie 16 ist, läuft sie von zu Hause weg. Mit 17 arbeitete sie als Model bei einem Maler namens Christopher. Dieser schwängert sie, will das Kind aber nicht. Annabel kann sich nicht alleine um das Kind kümmern und gibt es zur Adoption frei. Danach geht sie mit einem Amerikaner namens Zane in die Vereinigten Staaten. 15 Jahre später sucht sie Bianca und stellt sich zunächst als deren Tante und die Schwester ihrer Mutter vor. Schließlich erfährt Bianca aber doch von Annabels wahrer Identität.

Angestellte des Reiterhofs
- Flavio Scalini arbeitet als Stallbursche auf Reiterhof Rosenborg. Später absolviert er eine Ausbildung zum Reitlehrer. Flavio ist Italiener. Er hat sich in Vanessa verliebt, hat jedoch bei ihr keine Chance.
- Mark Benson ist Reitlehrer auf Rosenborg. Er ist Wendys heimlicher Schwarm. Mark hat jedoch immer noch Gefühle für seine Exfreundin Wiebke.
- Wiebke (im neuseeländischen Original: Cathy) ist Reitlehrerin auf dem Hof. Sie ist die Exfreundin von Mark Benson. Ihr neuer Freund ist der Informatiklehrer David Harnson. Doch auch diese Beziehung bricht ab. Danach werden der Reitlehrer Michael Reimer und Wiebke ein Paar. Wiebke hat einen Bruder.
- Michael Reimer (im neuseeländischen Original: Michael McKenzie) ist Reitlehrer und arbeitet auf Rosenborg, nachdem Mark das Gestüt verlassen hat. Er hat eine 9 Jahre jüngere Schwester namens Karin, der er sehr nahe steht.
- Andy ist der Tierarzt, der immer wieder gerufen wird, wenn ein Tier krank wird.

Weitere Personen
- Stefan  Brighton (im neuseeländischen Original: Steven Brighton) ist der Freund von Wendys. Er liebt Wendy jedoch mehr als diese ihn.
- Uwe Kiesemann (im neuseeländischen Original: William Westwood) ist ein Konkurrent von Gunnar Thorsteeg. Die beiden treten oft in Turnieren gegeneinander an. Mit seiner Frau Petra Kiesemann (im neuseeländischen Original: Brenda Westwood) hat er einen Sohn: Jerry.
- Jerry Kiesemann (im neuseeländischen Original: James Westwood) ist der Sohn von Uwe Kiesemann. Er tritt in Reitturnieren oft gegen Wendy an. Außerdem führt er eine Beziehung mit Wendy und später mit Vanessa.
- Georg Loder (im neuseeländischen Original: Harry) lebt in der Nachbarschaft des Reiterhofes. Er kennt sich gut mit Heilkräutern aus und hilft Menschen und Tieren bei Krankheiten mit diesen aus. Außerdem ist er Imker und sehr gut mit Herta Thorsteeg befreundet.
- Carsten Renner (im neuseeländischen Original: Casey Rainer) ist ein erfolgreicher Turnierreiter. Er kommt mit seinen Eltern Lisa (im neuseeländischen Original: Liz) und Malte (im neuseeländischen Original: Mike) in den Reiterhof. Sein Pferd Silver ist ständig müde und kann die Turniere nicht mehr meistern. Mark soll helfen das Pferd zu trainieren. Letztendlich stellt sich jedoch raus, dass Carsten dem Tier Beruhigungsmittel gegeben hat um nicht beim Turnier auftreten zu müssen.
- Imke (im neuseeländischen Original: Gemma) ist die ursprüngliche Besitzerin von Miss Dixie, die sie Sasha nennt. Eines Tages kommt Imke nach Rosenborg und erklärt, dass Miss Dixie ihr gestohlen wurde. Danach wurde sie von den Dieben an Albertsen verkauft, von dem Gunnar sie abkaufte. Imke möchte Miss Dixie zurückhaben, lässt sich aber letztendlich auf einen Tauschhandel mit einem Fohlen ein.

Tiere
- Penny ist Wendys erstes Pferd. Mit ihr absolviert Wendy die meisten Turniere.
- Miss Dixie ist eine Stute, die zunächst bei Wendys Nachbar steht. Von diesem ist sie vernachlässigt worden. Als Wendy die kranke Stute auf der Weide sieht, nimmt sie diese mit um sie zu Hause gesundzupflegen. Später kauft ihr Vater das Pferd von dem Nachbar.
- Wuschel ist ein Hund, den Wendy im Wald findet und mit nach Rosenborg bringt.
- Molly ist eine Katze, die Georg findet und Wendy später mit nach Rosenborg nimmt.
- Onyx ist ein Hengst und das Pferd von Gunnar. Er ist ein erfolgreiches Turnierpferd. Mit der Stute River zeugt er ein Stutenfohlen namens Nugget.
- Prinz ist das Pferd von Bianca. Es wurde ihr von ihrem Vater geschenkt.
- Tarik ist das Pferd von Vanessa.
- Engus ist ein kleines Pony, das auf dem Hof lebt. Es wird insbesondere auf Veranstaltungen eingesetzt und kann ein paar Tricks vorführen. Die Kinder lieben das Pony.

## Besetzung und Synchronisation
Die Sprecher von Wendy Thorsteeg, Bianca Krämer, Vanessa Thorsteeg-Held, Flavio Scalini, Gunnar Thorsteeg, Ingrid Thorsteeg-Held und Mark Benson sprechen diese auch in der Wendy Hörspielserie von Kiosk/Kiddinx. Die deutsche Synchronregie übernahm Heinz Burghardt.
| Rolle                  | Rolle (Neuseeland) | Schauspieler                        | Synchronsprecher  |
| Wendy Thorsteeg        | Wendy Thorburn     | Marama Jackson                      | Ranja Bonalana    |
| Bianca Krämer/Herrmann | Bianca Frazer      | Natalie Dennis                      | Julia Ziffer      |
| Vanessa Thorsteeg-Held | Vanessa Wilde      | Tyler Jane (als Rebecca Jane Clark) | Melanie Hinze     |
| Flavio Scalini         | Flavio Scalini     | Chris Widdup                        | Frank Schaff      |
| Gunnar Thorsteeg       | Charles Thorburn   | Paul Gittins                        | Jürgen Kluckert   |
| Heike Thorsteeg        | Helen Thorburn     | Jean Hyland                         | Friederike Aust   |
| Georg Loder            | Harry              | John Cairney                        | Gerd Holtenau     |
| Ingrid Thorsteeg-Held  | Ingrid Wilde       | Kerry Gallagher                     | Constanze Harpen  |
| Jerry Kiesemann        | James Westwood     | Karl Urban                          | David Nathan      |
| Michael Reimer         | Michael McKenzie   | Peter Muller                        | Uwe Büschken      |
| Mark Benson            | Mark Benson        | Joe Conway                          | Till Hagen        |
| Wiebke                 | Cathy              | Madeleine Lynch                     |                   |
| Stefan                 | Steven Brighton    | Kieren Hutchison                    |                   |
| Herta Thorsteeg        | Alice Thorburn     | June Bishop                         | Ingeborg Wellmann |
| Alexa Thorsteeg        | Alexa Thorburn     | Charlotte Saunders                  | Carola Ewert      |
| Lehrerin Jennifer      | Jennifer           | Michelle Leuthart                   | Nana Spier        |
| Paul Krämer            | Paul Frazer        | Geoffrey Dolan                      |                   |
| Max Knudsen            | Max                | Alistair Browning                   |                   |
| Uwe Kiesemann          | William Westwood   | Tim Lee                             |                   |
| Emily                  | Sabine             | Debbie Newby                        |                   |
| Trudy (Gertrud)        | Trudy              | Meidyscha Hall                      |                   |
| Eric Albertsen         | Eric Cameron       | Brian McNeil                        | Alexander Herzog  |
| Carsten Renner         | Casey Rainer       | Matt Davison                        |                   |
| Lisa Renner            | Liz Rainer         | Teresa Woodham                      |                   |
| Malte Renner           | Mike Rainer        | Roger Goodburn                      |                   |
| Petra Kiesemann        | Brenda Westwood    | Brigid McVeigh                      |                   |
| David Harnson          | David Harnson      | Robert Pollock                      |                   |
| Andy                   | Andy               | Jim Davies                          |                   |
| Annabel                | Annabel            | Miranda Harcourt                    |                   |
| Imke                   | Gemma              | Jay Saussey                         |                   |

## Episodenliste
| Nr. | Deutscher Titel                             | Originaltitel | Erstausstrahlung Neuseeland | Deutschsprachige Erstveröffentlichung (D/A) |
| --- | ------------------------------------------- | ------------- | --------------------------- | ------------------------------------------- |
| 1 | Ein Fohlen wird geboren                     | Episode 1     | 31. Dez. 1995               | 9. Mai 1996                                 |
| Auf dem Reiterhof ist allerhand los. Die Stute River soll ein neues Fohlen bekommen. Außerdem ist eine Mädchenklasse mit ihrer Lehrerin Jennifer auf dem Reiterhof angekommen. Die Mädchen interessieren sich nicht nur für die Pferde, sondern auch für den gutaussehenden Reitlehrer Mark Benson. Schülerin Sabine (NZ: Emily) ist besonders von ihm fasziniert. Mark ist jedoch wenig begeistert davon. Er ist immer noch in seine Exfreundin Wiebke (NZ: Cathy) verliebt und hofft bald wieder eine Beziehung mit dieser führen zu können. Eines Nachts schleicht sich Sabine nachts leicht bekleidet in sein Zimmer. Mark wirft sie hinaus, trotzdem hört Sabine nicht auf ihn zu verfolgen. Mark weiß nicht mehr was er tun soll. Er erzählt Sabine, dass er eine Freundin hat. Sabine glaubt ihm nicht, da niemand etwas von Marks Freundin weiß. Da erzählt Mark, dass Wendy seine Freundin ist und er das geheim halten müsse, da diese die Tochter seines Chefs sei. Um zu beweisen, dass Wendy seine Freundin ist, küsst er der verdutzten Wendy auf den Mund. Gerade in diesem Moment kommt Flavio mit den anderen Reitschülern in den Stall. |                                             |               |                             |                                             |
| 2 | Ein Mann für zwei                           | Episode 2     | 7. Jan. 1996                | 10. Mai 1996                                |
| Wendy hat der Kuss von Mark total verwirrt. Sie glaubt, dass dieser tatsächlich in sie verliebt ist und stellt fest, dass sie diesen mehr liebt als ihren Freund Stefan. Daher möchte sie ihre Beziehung mit Stefan beenden. Bevor es dazu kommt, erklärt Mark Wendy warum er sie geküsst hat und entschuldigt sich bei ihr. Derweil erfahren Gunnar und Heike von dem Kuss. Gunnar kündigt Mark daraufhin fristlos. Empört rennt Wendy zu Sabine, die mit der Klasse im Reitstall ist. Als die Lehrerin Jennifer erfährt, wie es zu dem Kuss kam, geht sie mit Sabine zu Wendys Eltern und berichtet diesen alles. Gunnar entschuldigt sich. Später berichtet Wiebke Mark, dass sie ihren neuen Freund, den Informatiklehrer David Harnson, heiraten möchte. Mark ist entsetzt, denn er liebt Wiebke noch immer. |                                             |               |                             |                                             |
| 3 | Gestohlen ist gestohlen                     | Episode 3     | 14. Jan. 1996               | 13. Mai 1996                                |
| Wendy sieht bei ihrem Nachbar Eric Albertsen (NZ: Eric Cameron) eine kranke Stute. Ohne zu fragen, nimmt Wendy die Stute mit nach Rosenborg, um das Pferd dort gesundzupflegen. Als sie Mark die Stute zeigt, hilft dieser ihr, auch wenn er nicht begeistert ist. Später feiert Wiebke ihre Verlobung mit David auf Rosenborg. Da taucht plötzlich Eric Albertsen auf Rosenborg auf und beschuldigt Wendy sein Pferd Miss Dixie gestohlen zu haben. |                                             |               |                             |                                             |
| 4 | Miss Dixie darf nicht sterben               | Episode 4     | 21. Jan. 1996               | 14. Mai 1996                                |
| Eric Albertsen möchte Miss Dixie auf dem Hof abholen und sie danach zum Schlachter bringen. Verzweifelt versucht Wendy ihren Vater zu überzeugen Miss Dixie zu kaufen. Doch der lehnt ab. Im Kosmetikstudio von Ingrid kommen neue Kosmetikartikel an. Wendy glaubt, dass es sich um Kosmetikartikel um Produkte handelt, die an Tieren getestet wurden. Daher organisiert sie eine Demonstration vor dem Kosmetikstudio. Sogar Ingrids Tochter Vanessa macht mit. Ingrid willigt ein die Artikel zurückzuschicken und der Firma zu erklären, dass sie diese aufgrund der Tierversuche zurückgibt. Wenig später schenkt Gunnar Miss Dixie Wendy. Er hat sich umentschieden. |                                             |               |                             |                                             |
| 5 | Schlaue Füchse                              | Episode 5     | 28. Jan. 1996               | 15. Mai 1996                                |
| Der erfolgreiche Turnierreiter Carsten Renner (NZ: Casey Rainer) kommt in den Reiterhof. Vanessa flirtet sofort mit ihm. Auch Bianca versteht sich gut mit Carsten. Carsten jedoch möchte gar kein Turnierreiter sein. Er wurde von seiner Mutter dazu gezwungen. Seinem Pferd Silver gibt er hin und wieder Beruhigungsmittel, was dieses müde macht. Als Wendy und Bianca ihn damit konfrontieren wollen, küssen Vanessa und Carsten sich gerade im Stall. Wendy hat einen Hund im Wald gefunden. Sie nimmt den Hund mit nach Rosenborg und nennt ihn Wuschel. Sie möchte ihn behalten. |                                             |               |                             |                                             |
| 6 | Saboteur am Werk                            | Episode 6     | 4. Feb. 1996                | 17. Mai 1996                                |
| Bianca ist traurig, weil Carsten Vanessa geküsst hat. Sie möchte trotzdem mit ihm über die Gabe von Beruhigungsmitteln reden und bittet Wendy über die Vorfälle zu schweigen, bis sie Carsten überredet hat zuzugeben, was er getan hat. Allerdings gerät Bianca auch in einen Konflikt mit ihrem Vater, da sie zu lange am Reiterhof geblieben ist. Dieser verbietet ihr nun zum Reiterhof zu kommen. Mark bekommt unterdessen Vorwürfe von Carstens Eltern, weil er nicht erklären kann, warum Silver sich so verändert hat. Da erzählt Wendy ihm, dass Carsten dem Tier Beruhigungsmittel gibt. Als Mark Carstens Eltern damit konfrontiert, drohen diese ihn wegen Verleumdung anzuzeigen. |                                             |               |                             |                                             |
| 7 | Drama auf Rosenborg                         | Episode 7     | 11. Feb. 1996               | 20. Mai 1996                                |
| Bianca hat immer noch Ärger mit ihrem Vater. Als sie in der Schule auch noch hört, wie Vanessa sich bei ihren Mitschülerinnen über sie lustig macht, reicht es ihr. Sie verschwindet. Wendy und Biancas Vater machen sich auf die Suche nach ihr. Doch Wendy findet nur Prinz, der direkt vor einer Schlucht steht. Derweil ist Carsten gezwungen seinen Eltern zu gestehen, warum er Silver Beruhigungsmittel gegeben hat. |                                             |               |                             |                                             |
| 8 | Zwei Sturköpfe                              | Episode 8     | 18. Feb. 1996               | 21. Mai 1996                                |
| Wendy findet Bianca am Strand. Sie überredet diese nach zu Hause zurückzukehren. Dort trifft Bianca auf Carsten, der sich bei ihr verabschieden will. Er bedankt sich für ihre Hilfe und gibt ihr einen Kuss auf die Wange. Später fahren Bianca und ihr Vater Paul nach Hause zurück. Paul erlaubt Bianca wieder zu reiten, wenn diese verspricht genug für die Schule zu tun und ihm zu sagen, wohin sie geht. Derweil hat Ingrids Freund Max Gunnar manipuliert ein wertloses Stück Land für viel Geld zu kaufen. |                                             |               |                             |                                             |
| 9 | Nichts als Ärger                            | Episode 9     | 2. März 1996                | 22. Mai 1996                                |
| Wiebke und David planen ihre Hochzeit. Währenddessen stapeln sich die Rechnungen bei Thorsteegs. Gunnar hat sich mit dem Kauf des Landes übernommen. Nun hat auch noch Mark beschlossen zu kündigen. Wendy ist traurig. |                                             |               |                             |                                             |
| 10 | Diplomatie ist eine Kunst                   | Episode 10    | 4. März 1996                | 23. Mai 1996                                |
| Wendy versucht mit allen Mitteln Mark zum Bleiben zu überreden. Mark willigt schließlich ein darüber nachzudenken. Währenddessen ist Vanessa verzweifelt darüber, dass Max nun bei ihr und ihrer Mutter eingezogen ist. |                                             |               |                             |                                             |
| 11 | Das Fohlen Nugget                           | Episode 11    | 9. März 1996                | 24. Mai 1996                                |
| Vanessa bittet ihre Oma bei ihr einziehen zu können, da sie nicht mit Max zusammenleben möchte. Doch ihre Großmutter lehnt ab. Als Vanessa erneut in Streit mit Max gerät, packt sie einfach ihre Sachen und steht mit gepackten Sachen vor der Tür. Das Fohlen Nugget ist krank. Doch keiner weiß was mit ihm los ist. |                                             |               |                             |                                             |
| 12 | Alternative Medizin                         | Episode 12    | 10. März 1996               | 28. Mai 1996                                |
| Georg Loder hat eine Medizin aus Kräutern für das kranke Fohlen zubereitet. Auf Anraten des Tierarztes entscheidet sich Gunnar schließlich dem Fohlen die Medizin zu geben. Das Fohlen wird gesund. Bianca ist traurig, am nächsten Morgen jährt sich der Todestag ihrer Mutter. Sie beschließt ein Gedenkessen für diese zu kochen. Plötzlich steht eine ihr unbekannte Frau vor der Tür. Sie stellt sich als Annabel und Schwester ihrer Mutter vor. Doch kaum hat Biancas Vater Annabel gesehen, schmeißt er sie von zu Hause raus. Auf dem Reiterhof trifft Bianca Annabel wieder. Annabel möchte abreisen. Doch Wendy und Bianca überreden sie, als Gast, auf dem Reiterhof zu bleiben. |                                             |               |                             |                                             |
| 13 | Biancas Geheimnis                           | Episode 13    | 16. März 1996               | 29. Mai 1996                                |
| Herta ist bei einem Spaziergang mit Wuschel gestürzt. Wendy findet sie und bringt sie zu Georg. Wendys Schwester Alexa erscheint auf dem Reiterhof. Sie hat sich gerade von ihrem Freund Tony getrennt. |                                             |               |                             |                                             |
| 14 | Irrungen und Wirrungen                      | Episode 14    | 17. März 1996               | 30. Mai 1996                                |
| Mark versucht auf Miss Dixie zu reiten und wird von dieser abgeworfen. Gunnar erfährt davon. Er hält Miss Dixie für gefährlich und möchte diese verkaufen. Wendy hingegen glaubt an ihr Pferd. Sie findet heraus, dass Miss Dixie nur bei Männern aggressiv reagiert und reitet schließlich auf Miss Dixie. Somit zeigt sie ihrem Vater, dass Miss Dixie nicht so gefährlich ist, wie er meint. Bianca trifft sich derweil ständig mit Annabel und schwänzt dafür sogar ihren Nachhilfeunterricht. |                                             |               |                             |                                             |
| 15 | Die Tante aus Amerika                       | Episode 15    | 23. März 1996               | 31. Mai 1996                                |
| Oma Herta hat Herzprobleme und ist auf Tabletten angewiesen. Vor ihrer Familie hält sie das jedoch geheim. Nur Georg weiß Bescheid. Biancas Vater Paul hat herausgefunden, dass Bianca sich heimlich mit Annabel trifft. Er ist wütend. Schließlich geht er zu Annabel und sagt dieser, dass diese Bianca sagen muss, wer sie wirklich ist. Als Annabel das nicht tut, erklärt Paul schließlich, dass Annabel Biancas leibliche Mutter ist und nicht ihre Schwester. |                                             |               |                             |                                             |
| 16 | Unsichere Zeiten                            | Episode 16    | 24. März 1996               | 3. Juni 1996                                |
| Derweil hat Familie Thorsteeg von Hertas Herzproblemen gehört. Sie versuchen Herta heimlich Arbeit abzunehmen und spannen dafür auch Flavio ein. Allerdings sorgt Flavio eher für Chaos anstatt zu helfen. |                                             |               |                             |                                             |
| 17 | Aufbruchstimmung                            | Episode 17    | 30. März 1996               | 4. Juni 1996                                |
| Bianca möchte mit Annabel nach Kalifornien gehen. Annabel willigt ein. Bianca wünscht sich aber auch, dass ihr Vater Paul für ihr Bleiben kämpft. Doch dieser wirkt teilnahmslos. Als Bianca erfährt, dass sie ihr geliebtes Pferd Prinz nicht mit nach Amerika nehmen kann, denkt sie noch einmal über ihren Umzug nach. Sie müsste so viel aufgeben, um dorthin zu gehen. Daher macht sie sich auf den Weg zu Annabel, um dieser abzusagen. Allerdings findet sie nur noch ein leeres Zimmer vor. In diesem liegt ein Abschiedsbrief für Bianca. Bianca geht erst zu Wendy und danach zu ihrem Vater. Beide freuen sich. dass Bianca bleibt und Biancas Vater umarmt sie. |                                             |               |                             |                                             |
| 18 | Konkurrenz belebt das Geschäft              | Episode 18    | 31. März 1996               | 5. Juni 1996                                |
| Jerry Kiesemann, der Sohn von Uwe Kiesemann, kommt an die Schule von Wendy, Bianca und Vanessa. Er ist aus seiner vorherigen Schule herausgeflogen und wird in der neuen Schule sofort zum Mädchenschwarm. Besonders Vanessa hat es auf ihn abgesehen und verabredet sich sofort mit ihm. Mark und Alexa sind sich näher gekommen. Sie küssen sich, gerade als Gunnar mit Wendy und Flavio den Raum betritt. |                                             |               |                             |                                             |
| 19 | Vorschneller Verdacht                       | Episode 19    | 6. Apr. 1996                | 7. Juni 1996                                |
| Gunnar redet mit Mark über Alexa und warnt diesen, dass er Alexa nicht wehtun soll. Derweil bereiten sich Vanessa, Jerry, Wendy und Bianca auf ein Turnier vor. Bianca hat noch nie geschafft Vanessa in einem Turnier zu schlagen und ist deshalb besonders besorgt. Ihr Vater muntert sie auf und schaut ihr später beim Training zu. Auch Wendy unterstützt Bianca sehr. Alexa und Mark machen ein Picknick in seiner Wohnung. Dabei erzählt Alexa Mark, dass sie wieder zurück zur Universität gehen muss. Mark ist traurig, denn er hat sich in Alexa verliebt. |                                             |               |                             |                                             |
| 20 | Jede Rettung zu spät                        | Episode 20    | 6. Apr. 1996                | 10. Juni 1996                               |
| Jerry hat mit seinem Motorrad eine Ente überfahren. Daher verlangt Wendy, dass dieser ihr hilft, die Ente gesundzupflegen. Jerry willigt ein und flirtet dabei heftig mit Wendy. Wendys Freund Stefan wird eifersüchtig. Alexa verabschiedet sich mit einem langen Kuss von Mark. Auf Marks Anrufe reagiert sie aber später nicht. Die Ente, die Wendy und Jerry pflegen, stirbt. Am Strand findet Jerry lauter tote Vögel. |                                             |               |                             |                                             |
| 21 | Vergifteter Strand                          | Episode 21    | 13. Apr. 1996               | 11. Juni 1996                               |
| Jerry berichtet Wendy von den toten Vögeln. Der Tierarzt stellt fest, dass diese vergiftet wurden. Jerry beschließt das Problem alleine zu lösen. Dabei stürzt er mit seinem Motorrad. Wendy findet ihn und reitet gemeinsam mit ihm auf Penny zurück. Wendy und Bianca überreden Wiebke Bianca für das Turnier zu trainieren. Jerry möchte das Rohr zustopfen, durch das das Gift in die Landschaft gelangt. Er wird von Gunnar aufgehalten, der das Rohr schließlich selbst zustopft. |                                             |               |                             |                                             |
| 22 | Trainingswechsel                            | Episode 22    | 20. Apr. 1996               | 12. Juni 1996                               |
| Wendy erfährt, dass es sich bei Miss Dixie um ein gestohlenes Pferd handelt. Diebe hatten es an Albertsen verkauft. Die ursprüngliche Besitzerin Imke möchte das Pferd nun zurückbekommen. |                                             |               |                             |                                             |
| 23 | Verhängnisvolle Blumen                      | Episode 23    | 20. Apr. 1996               | 13. Juni 1996                               |
| Stefan und Wendy streiten sich. Stefan fühlt sich von Wendy vernachlässigt. Sie hat nur wenig Zeit für ihn und trifft sich immer wieder mit Jerry. Stefan macht Schluss mit Wendy. Danach verlässt er Rosenborg, um seine Ausbildung zu absolvieren. |                                             |               |                             |                                             |
| 24 | Gemeinsames Leid verbindet                  | Episode 24    | 20. Apr. 1996               | 14. Juni 1996                               |
| Wendy macht sich Sorgen um ihr Pferd Penny. Sie denkt, dass diese krank ist, doch Gunnar glaubt Wendy nicht. Vanessa gerät in Auseinandersetzung mit Max, der bei ihr und ihrer Mutter lebt. Sie hat ein Gespräch mit David und Max mitangehört, in dem David Max vorwarf, seine Exfreundin ruiniert zu haben. Daher erpresst Vanessa Max mit diesem Wissen und möchte ihn zwingen bei ihnen auszuziehen. Imke möchte Miss Dixie bald mitnehmen. Jerry möchte Wendy näher kommen und bittet Bianca um Hilfe. Am Strand trifft Jerry Imke. Er erklärt dieser, dass Wendy und Miss Dixie zusammen gehören. |                                             |               |                             |                                             |
| 25 | Tauschhandel                                | Episode 25    | 27. Apr. 1996               | 17. Juni 1996                               |
| Max bereitet sich auf den Auszug vor. Ingrid ist traurig. Daher bittet Vanessa Max zurückzukommen. Jerry sucht Gunnar auf. Er schlägt diesem vor, dass dieser Miss Dixie gegen ein anderes Pferd tauscht und dieses Imke anbietet. Gunnar will mit Imke ein paar Fohlen anschauen. Sie sucht sich eines aus. Wendy ist überglücklich Miss Dixie behalten zu können. Wendy gewinnt wenig später ein Turnier gegen Jerry Kiesemann, während Vanessa gegen Bianca gewinnt. |                                             |               |                             |                                             |
| 26 | Die Bombe schlägt ein                       | Episode 26    | 27. Apr. 1996               | 18. Juni 1996                               |
| Jerry und Wendy küssen sich. Doch Wendy erklärt ihm, dass sie trotzdem nicht mit ihm zusammen sein möchte. Max hat Schulden und wird unter Druck gesetzt das Geld zurückzuzahlen. David und Wiebke feiern ihren Junggesellenabschied. Bianca betrinkt sich auf der Party. Sie küsst Flavio. |                                             |               |                             |                                             |
| 27 | Die geplatzte Hochzeit                      | Episode 27    | 27. Apr. 1996               | 19. Juni 1996                               |
| David ist bereits verheiratet. Seine Ehefrau Belinda erscheint auf der Junggesellenabschiedsparty. David hat Belinda nur geheiratet, damit diese eine Aufenthaltsgenehmigung bekommt. Die Scheidungspapiere hatte Belinda, ohne Davids Wissen, zerrissen. Jetzt möchte sie heiraten und bittet David erneut um eine Unterschrift. Wiebke ist wütend, dass David ihr das verschwiegen hat. Sie erklärt, dass sie David nie wiedersehen möchte. David kündigt seinen Job und reist ab. Bianca ist es peinlich, dass sie Flavio geküsst hat und ihm einen Heiratsantrag gemacht hat. Sie entschuldigt sich bei Flavio. Mark sorgt sich um Wiebke. Alexa wird eifersüchtig. Sie fühlt sich von Mark zurückgesetzt und reist überstürzt ab. Herta hat Probleme mit ihrem Herzen und kommt ins Krankenhaus. Eine Fischgräte ist in ihrer Speiseröhre. Diese wird entfernt. David erzählt Vanessa, dass Max sich vor zehn Jahren an eine wohlhabende, geschiedene Frau herangemacht hat. Die beiden verlobten sich. Die Frau machte ihn zu ihrem Geschäftspartner und gab ihm eine Vollmacht über ihre Bankkonten. Max räumte die Konten leer und verschwand. David glaubt, dass Max dasselbe mit Vanessas Mutter vorhat. Vanessa weiß nicht, wie sie ihre Mutter vor Max schützen kann. Denn diese wird die Anschuldigungen nicht glauben.                                       |                                             |               |                             |                                             |
| 28 | Falscher Verdacht                           | Episode 28    | 4. Mai 1996                 | 20. Juni 1996                               |
| Miss Dixie hat sich mittlerweile auch an Männer gewöhnt und lässt sich von Mark reiten. Ein neuer Schüler, Julian, kommt an die Schule. Bianca und Julian kommen sich näher. Derweil macht sich ein Saboteur auf dem ehemaligen Land von Albertsen zu schaffen und lässt Onyx aus dem Stall. Gunnar glaubt die Kiesemanns sind dafür verantwortlich. Doch Wendy und Bianca stellen den wirklichen Verantwortlichen: Max. Dieser hat Schulden beim Stadtrat Joosten. Joosten will ihm die Schulden erlassen, wenn er ihm Albertsens Land verkauft. |                                             |               |                             |                                             |
| 29 | Ein toller Freund                           | Episode 29    | 4. Mai 1996                 | 21. Juni 1996                               |
| Bianca, Wendy, Julian, Vanessa und Jerry möchten zur Disco. Bianca möchte mit Julian dorthin. Allerdings erlaubt ihr Vater Bianca nicht mitzukommen. Bianca geht trotzdem hin. Gerade als Julian Bianca einen Joint gibt, kommt ihr Vater. Julian behauptet der Joint sei von Bianca. Ihr Vater ahnt aber, dass Julian Bianca den Joint gegeben hat. Er gibt Bianca Hausarrest. Bianca ist wütend auf Julian und möchte nichts mehr mit ihm zu tun haben. Ingrid setzt sich bei Thorsteegs für Max ein. Sie bittet diese Max nicht bei der Polizei anzuzeigen, da dieser von Joosten unter Druck gesetzt wurde. |                                             |               |                             |                                             |
| 30 | Sieg und Niederlage                         | Episode 30    | 4. Mai 1996                 | 24. Juni 1996                               |
| Bianca stürzt und kommt ins Krankenhaus. Sie kann deshalb nicht mehr bei Wendys Westernreitturnier zuschauen. Wendy glaubt ihren Glücksbringer, Bianca, verloren zu haben. Der erste Durchgang des Turniers läuft schlecht für sie. Dann kommt Biancas Vater vorbei. Er bringt Wendy eine Zeichnung mit einer Hasenpfote von Bianca. Wendy glaubt, dass das ihr Glücksbringer ist, mit dem sie das Turnier gewinnen kann. Die Geschicklichkeitsprüfung meistern Wendy und Miss Dixie mit Bravour und gewinnen das Turnier. |                                             |               |                             |                                             |
| 31 | Der Vertrauensbruch                         | Episode 31    | 11. Mai 1996                | 25. Juni 1996                               |
| Wendy schwänzt die Schule, um mit Jerry zur Landwirtschaftsausstellung zu gehen. Dabei verschwindet Wendys Hund Wuschel. Gunnar erfährt davon und verbietet Jerry und Wendy den Kontakt zueinander. Das Land der Albertsen ist mit giftigem Abwasser durchseucht. Georg hilft aus und baut einen chemischen Neutralisator. Allerdings bittet er, Herta und Gunnar nichts davon zu erzählen. Gunnar informiert trotzdem die Presse. Wiebke erfährt, dass sie schwanger ist und sagt David Bescheid. Die beiden versöhnen sich. Mark versucht derweil Alexa zu kontaktieren, um sich wieder mit ihr zu vertragen. Jobst Salinger, der Arzt, der Bianca nach deren Unfall versorgte, trifft sich mit Ingrid. Die beiden kommen sich näher. Dessen Tochter Stefanie und Vanessa verstehen sich ebenfalls sehr gut. |                                             |               |                             |                                             |
| 32 | Reitunfall mit Folgen                       | Episode 32    | 11. Mai 1996                | 26. Juni 1996                               |
| Jerry bringt der überglücklichen Wendy Wuschel zurück. Er hatte ihn die ganze Nacht gesucht. Wendy umarmt Jerry. Durch den Presseartikel über Georg wird ein Mann, Herr Bernhard, auf diesen aufmerksam. Er sucht Georg zu Hause auf und beschuldigt ihn verantwortlich für den Tod seines Sohnes zu sein. Georgs Familie besaß eine Chemiefabrik in der Stadt, in der Herr Bernhard wohnte. Gift von der Fabrik gelangte ins Trinkwasser. Herr Bernhards Sohn Jonas kam krank zur Welt. Zwölf Jahre später starb Jonas an den Folgen des Giftes. Georg versuchte den Schaden wieder gutzumachen. Er gründete einen Fonds und zahlte damit Geld an die Familie. Als Herr Bernhard erfährt, dass Georg sein ganzes Geld in den Fonds eingezahlt hat, verzeiht er ihm. Wiebke reitet trotz ihrer Schwangerschaft weiter und will am Turnier teilnehmen. Sie hat einen Reitunfall und verliert das Kind. Wiebke trennt sich von David. Wendy stellt Jerry als ihren Freund vor. |                                             |               |                             |                                             |
| 33 | In alter Tradition                          | Episode 33    | 11. Mai 1996                | 27. Juni 1996                               |
| Vanessa und Stefanie verstehen sich sehr gut. Sie geraten in Streit mit Bianca, die sie immer wieder fertig machen, obwohl sie in demselben Team miteinander antreten. Als Vanessa einen schlechten Durchgang hat, hängt alles von Bianca ab. Mit Biancas Hilfe gewinnt das Team das Turnier. Zudem wird Bianca als beste Reiterin des Turniers ausgezeichnet. |                                             |               |                             |                                             |
| 34 | Der Pieper                                  | Episode 34    | 18. Mai 1996                | 28. Juni 1996                               |
| Nach einem Heiratsantrag von Jobst willigt Ingrid nach einigen Überlegungen ein. Jobst möchte mit ihr, Vanessa und Stefanie in die Stadt ziehen. Nach einem Streit mit Gunnar verlässt Mark Rosenborg für immer. Er geht zum Gestüt Holzendorf. Alexa und Mark verabschieden sich. Die Rockgruppe Cry Wolf soll auf Rosenborg ein Video drehen. Besonders der Sänger Akki (NZ: Hawk) ist ein Mädchenschwarm. Vanessa manipuliert den Sattel von dem Pferd Saphier so, dass die Schauspielerin, die auf dem Pferd sitzen soll, herunterstürzt. Anstatt dessen übernimmt Vanessa deren Rolle. Sie ist jedoch nicht sehr gut darin und so übernimmt Wendy die Rolle. Weil Vanessa Stefanie wegen des Videodrehs versetzt hat, streiten sich diese. |                                             |               |                             |                                             |
| 35 | Hochfliegende Pläne                         | Episode 35    | 18. Mai 1996                | 1. Juli 1996                                |
| Vanessa und Stefanie vertragen sich wieder. Jobst und Ingrid wollen ihre Verlobung feiern. Da betritt Max mit einem Strauß Rosen den Raum. Er erklärt Ingrid, dass er sie liebt und sie braucht. Ingrid verlässt Jobst und fängt erneut eine Beziehung mit Max an. Michael Reimer kommt nach Rosenborg. Er ist Reitlehrer und hat zuvor unter anderem Carsten Renner trainiert. Wendy ist froh zu hören, dass er auch Westernreiten unterrichtet und sie mit Miss Dixie trainieren kann. Vanessa möchte Model werden und macht sich an Akki heran, wird jedoch von ihrer Mutter gestoppt. |                                             |               |                             |                                             |
| 36 | Gefährliche Fotos                           | Episode 36    | 18. Mai 1996                | 2. Juli 1996                                |
| Jerry und Wendy verbringen viel Zeit miteinander. Währenddessen geht Vanessa zu einem Modelshooting. Michael bringt sie dorthin. Der Fotograf wird aufdringlich und möchte sie ausziehen. Jedoch stoppt Michael ihn rechtzeitig. |                                             |               |                             |                                             |
| 37 | Die Maus ist los                            | Episode 37    | 25. Mai 1996                | 3. Juli 1996                                |
| Georg findet eine Katze. Wendy möchte sie mit nach Rosenborg nehmen und tauft sie Molly. Molly fängt eine Maus, die Familie Thorsteeg in der Küche terrorisiert. Daher darf Wendy sie behalten. Ingrid macht Max zu ihrem Geschäftspartner. |                                             |               |                             |                                             |
| 38 | Gerüchteküche                               | Episode 38    | 25. Mai 1996                | 4. Juli 1996                                |
| Michaels Schwester Karin kommt nach Rosenborg. Wendy ist eifersüchtig, weil Michael viel Zeit mit ihr verbringt. Das Karin auch noch mit Jerry eine kleine Spritztour auf dessen Motorrad macht, macht die Situation nicht besser. Jerry und Wendy streiten sich. Auch Bianca geht mit Karin in die Stadt, um sich Tops im Designerladen zu kaufen. Wendy fühlt sich außen vor gelassen. |                                             |               |                             |                                             |
| 39 | Aus Schaden wird man klug                   | Episode 39    | 25. Mai 1996                | 5. Juli 1996                                |
| Wendy soll sich um Michaels Schwester Karin kümmern und mit ihr zusammen ausreiten. Das Pferd Samba, mit dem Karin ausreitet, ist sehr groß und Michael hat Angst, dass ihr etwas passieren könnte. Da Wendy Karin lange warten lässt reitet Karin alleine los. Ihr Pferd geht durch und rennt mit ihr ins Meer. Michael kann sie gerade noch retten, bevor sie ertrinkt. Wendy erfährt, warum Karin und Michael sich so nahestehen. Als Michael 19 und Karin 10 war, mieteten sie zusammen mit Michaels Freundin Sonja ein Boot. Sonja hatte Geburtstag. Nach einem schönen Tag schlug das Wetter um, das Boot kenterte. Jedoch gab es nicht genug Schwimmwesten, sondern nur noch eine, die Karin bekam. Michael und Sonja hielten sich am Boot fest, doch Sonja wurde durch eine Welle mitgerissen. Sie ertrank. Nachdem Wendy und Karin sich ausgetauscht haben, freunden sie sich an. |                                             |               |                             |                                             |
| 40 | Fesselnde Natur                             | Episode 40    | 1. Juni 1996                | 8. Juli 1996                                |
| Jerry glaubt, dass Max als Geschäftsführer von Ingrids Kosmetikstudio deren Kunden betrügt. Max rechnet zu viel Geld bei den Kunden ab. Daher berichtet Jerry Vanessa von seinem Verdacht. Die beiden wollen ihn in flagranti erwischen. Max hingegen beschwert sich bei Ingrid über Jerry. Wendy erfährt, dass ihre Mutter Heike und Uwe Kiesemann vor Gunnars und Heikes Hochzeit eine Affäre gehabt haben, was auch der Auslöser für Gunnars und Uwes Konkurrenzkampf ist. Sie glaubt, dass ihre Mutter erneut eine Affäre mit Uwe hat. |                                             |               |                             |                                             |
| 41 | Überraschungen aller Art                    | Episode 41    | 1. Juni 1996                | 9. Juli 1996                                |
| Alexa kommt zurück nach Rosenborg. Wendy berichtet ihr sofort von ihrem Verdacht bezüglich der Affäre ihrer Mutter. Alexa konfrontiert ihre Mutter damit, die gleich beweisen kann das an dem Verdacht nichts dran ist. Flavio versucht Vanessas Herz zu gewinnen. Vanessa nutzt das aus. Als Vanessa ihn sitzen lässt, kommt anstatt dessen Bianca und verbringt den Abend mit ihm. Jerry bekommt derweil mit, wie Max mit einer Mitarbeiterin aus dem Kosmetikstudio flirtet und erzählt Vanessa davon. Derweil macht Max Ingrid einen Heiratsantrag. Ingrid bittet ihn mit der Hochzeit noch zu warten. |                                             |               |                             |                                             |
| 42 | Ein Dieb auf der Fitneßfarm                 | Episode 42    | 1. Juni 1996                | 10. Juli 1996                               |
| Im Kosmetikstudio von Ingrid verschwinden Gegenstände. Jerry wird dafür verantwortlich gemacht, doch Vanessa glaubt, dass Max für die Diebstähle verantwortlich ist. Bianca macht beim Turnierreiten einen guten vierten Platz. Wenig später bekommt sie Mumps und muss gemeinsam mit Vanessa, die ebenfalls Mumps hat, in Quarantäne. |                                             |               |                             |                                             |
| 43 | Ein Fall für Max                            | Episode 43    | 8. Juni 1996                | 11. Juli 1996                               |
| Paul und Wiebke kaufen gemeinsam Antiquitäten und merken, dass sie sich sehr gut verstehen. Wendy verliert ein Turnier gegen Jerry. Vanessa und Bianca können den Dieb im Kosmetikstudio stellen. Es ist eine Besucherin des Studios. Jedoch wird nicht alles Geld dort gefunden. |                                             |               |                             |                                             |
| 44 | Das Model                                   | Episode 44    | 8. Juni 1996                | 12. Juli 1996                               |
| Stefan hat Semesterferien und besucht Rosenborg. Als er erfährt, dass Wendy mit Jerry zusammen ist, ist er traurig. Daher beschließt er seine Zeit mit Bianca zu verbringen. Wendy wird eifersüchtig. Alexa kommt mit einem Freund und Fotografen, Simon, nach Rosenborg. Sie wollen einen Fotoshoot mit Michael machen. Michael hat sich in Wiebke verliebt, diese weiß jedoch noch nichts davon. |                                             |               |                             |                                             |
| 45 | Geldsorgen                                  | Episode 45    | 8. Juni 1996                | 15. Juli 1996                               |
| Wendy und Bianca wollten den Abend zusammen verbringen, doch Bianca vergisst das Treffen und verabredet sich mit Stefan. Wendy überredet Bianca mit nach Rosenborg zu kommen. Bianca willigt ein, aber nur wenn Stefan mitkommt. Wendy lädt daraufhin Jerry ein. Vanessa erfährt das und lädt die gesamte Klasse für eine Party auf Rosenborg ein. Auf der Party kommen Bianca und Stefan sich näher. Sie küssen sich. Flavio küsst Vanessa im Dunkeln. Vanessa glaubt jedoch, dass es sich bei dem Küsser um Jerry handelt. Michael verdächtigt Max im Kartenspiel, um Geld zu betrügen. Außerdem sieht Michael wie ein Mann Geld von Max verlangt. |                                             |               |                             |                                             |
| 46 | Verführung                                  | Episode 46    | 15. Juni 1996               | 16. Juli 1996                               |
| Flavio will als Wahrsager Eros sein Gehalt aufbessern. Er wird von Vanessa kontaktiert. Als Eros versucht Flavio Vanessa klarzumachen, dass er der Richtige für sie ist. Jedoch fliegt Flavio auf. Max hat für Ingrid bei einer Kosmetikfirma einen Exklusivvertrag geschlossen. Ingrid darf in den kommenden sechs Monaten nur noch Produkte dieser Firma verkaufen, keine anderen Produkte wie die zum Beispiel die Naturprodukte von Georg. Ingrid ist wütend. |                                             |               |                             |                                             |
| 47 | Man kann nicht alles haben                  | Episode 47    | 15. Juni 1996               | 17. Juli 1996                               |
| Wendy möchte mit Miss Dixie und ihrem Hund Wuschel in einer Hundetalentshow auftreten. Die ehemalige Gewinnerin des Wettbewerbs, Sabine Tober (NZ: Ruby Tremaine), möchte das verhindern. Sie schreckt nicht einmal davor zurück Miss Dixie kaufen zu wollen. Doch Wendy kann sie durch eine harte Reitstunde davon überzeugen von ihrem Vorhaben abzulassen. Michael ist eifersüchtig, dass Wiebke so viel Zeit mit Paul Krämer verbringt. Er versucht Wiebke zu küssen. Die beiden werden jedoch unterbrochen. |                                             |               |                             |                                             |
| 48 | Zwei verrückte alte Schachteln              | Episode 48    | 15. Juni 1996               | 18. Juli 1996                               |
| Eine gestohlene Uhr taucht bei einem Antiquitätenhändler wieder auf. Doch der Antiquitätenhändler kann nicht sagen, woher er die Uhr hat. Stefan ist abgereist. Bianca vermisst ihn und wartet sehnsüchtig auf seinen Brief. Zwei reiche alte Damen besuchen Ingrid Ingrids Kosmetikstudio. Sie spielen Poker. Doch auf einmal erscheint die Polizei und verhaftet die Damen aufgrund von illegalem Glücksspiel, Steuerhinterziehung und Geldwäscherei. |                                             |               |                             |                                             |
| 49 | Das Wohltätigkeitsfest                      | Episode 49    | 22. Juni 1996               | 19. Juli 1996                               |
| Auf Rosenborg gibt es ein Wohltätigkeitsfest für das Krankenhaus. Der Krankenhausdirektor, Tom Fechener (NZ: Desmond Ridgley), möchte Georgs Kräuterstand verbieten. Er hält nichts von Naturmedizin. Doch Gunnar setzt sich für Georg ein. Da macht er Georg bei den anderen Gästen schlecht. Doch Georg kann Tom Fechener schließlich von der Naturheilkunde überzeugen. Vanessa verkleidet sich als Wahrsagerin und sagt Bianca, dass sie sich von Wendy fernhalten und auf Vanessa hören soll. Wendy geht daraufhin zur Wahrsagerin und enttarnt sie. Paul Krämer lädt Wiebke zu einem Silbermarkt ein. Wiebke versetzt ihn jedoch. Paul ist wütend. |                                             |               |                             |                                             |
| 50 | Ein neuer Job                               | Episode 50    | 22. Juni 1996               | 22. Juli 1996                               |
| Vanessa soll im Kosmetikstudio einspringen. Sie willigt ein. Doch da fragt Jerry Vanessa bezüglich eines Kinobesuches am Abend, Wendy hatte ihm zuvor abgesagt. Vanessa möchte unbedingt mit. Daher fragt sie Bianca, ob diese für sie einspringt. Jedoch führt Vanessa sie nicht in die Arbeit ein. Daher macht Bianca einige Fehler. Eine der Gäste entdeckt, dass Bianca sehr gute Porträts zeichnet und berichtet Ingrid dieses. Ingrid stellt Bianca ein. Jerry will mehr Körperkontakt mit Wendy, doch Wendy hat andere Probleme. Die beiden streiten sich. Jerry droht Wendy mehr mit Vanessa zu unternehmen. Ingrid nimmt Max Heiratsantrag nach langer Zeit an. |                                             |               |                             |                                             |
| 51 | Blüten, die die Liebe treibt                | Episode 51    | 22. Juni 1996               | 23. Juli 1996                               |
| Ingrid und Max berichten Vanessa von deren Verlobung. Gemeinsam mit der gesamten Familie Thorsteeg möchten sie die Verlobung feiern. Ingrid möchte Max ohne Ehevertrag heiraten. Stefan macht per Brief mit Bianca Schluss, da er mit einer Studentin zusammen ist. Wiebke erklärt Paul, dass sie glaubt, dass sie am Anfang einer Beziehung stehen würden und sie die vertiefen sollten. Paul willigt ein. Die beiden haben ein Date. |                                             |               |                             |                                             |
| 52 | Teenie des Jahres                           | Episode 52    | 29. Juni 1996               | 24. Juli 1996                               |
| Wendy und Vanessa treten in einem Schönheitswettbewerb für Teenager gegeneinander an. Wendy nimmt jedoch nur teil, um den Verantwortlichen bezüglich dieser Art von Wettbewerb ihre Meinung zu sagen |                                             |               |                             |                                             |
| 53 | Schlechte Scherze erhalten die Freundschaft | Episode 53    | 29. Juni 1996               | 25. Juli 1996                               |
| Wendy und Jerry haben sich getrennt. Daher verbringen Vanessa und Jerry viel Zeit miteinander. Sie küssen sich. Biancas Bruder Peter kommt zu Besuch. Bianca erzählt ihm von ihrem Liebeskummer. Peter muntert sie auf. Außerdem verbringt Bianca viel Zeit mit der Malerin Rosalinde Pfeifer. Diese ist nach Rosenborg gekommen, um den Reiterhof zu malen. Ingrids Konten sind leergeräumt worden. Es ist das gesamte gesparte Geld von Ingrid, mit dem sie auch Vanessa später ihr Studium finanzieren wollte. Max erfindet eine Ausrede, aber Ingrid verlangt das Geld zurück. Doch Max kann das Geld nicht zurückgeben. |                                             |               |                             |                                             |
| 54 | Ein Übel kommt selten allein                | Episode 54    | 29. Juni 1996               | 26. Juli 1996                               |
| Paul steht in Verdacht Bestechungsgelder angenommen zu haben. Die Wohnung wird durchsucht. Die Polizisten finden viel Bargeld und Drogen. Paul wird vom Dienst suspendiert. Auf Rosenberg wird den Pferden Beruhigungsmittel gespritzt und es wird randaliert. Wendy verbringt viel Zeit mit Renee Haseloe, einer jungen Krimiautorin, die seit ihrer Kinderlähmung im Rollstuhl sitzt. Renee Haseloe bleibt die Ferien über auf Rosenborg. |                                             |               |                             |                                             |
| 55 | Feuer auf Rosenborg                         | Episode 55    | 6. Juli 1996                | 29. Juli 1996                               |
| Ingrid erhält ihr Geld von Max zurück. Vanessa und Jerry führen nun eine Beziehung und verbringen viel Zeit zusammen. Wiebke sucht nach ihrem Pferd Jupiter, das gestohlen wurde. Gunnar schickt Flavio und Michael auf eine Pferdeauktion um ein Pferd namens Alegro zu kaufen. Doch die beiden schaffen es nicht das Pferd zu holen und nehmen anstatt dessen die Stute Zephyr mit. Diese ist nicht so wertvoll wie Alegro, aber scheint Flavio sehr zu lieben. Auch Flavio liebt Zephyr. Allerdings will Gunnar Zephyr verkaufen, da diese Verhaltensauffälligkeiten zeigt. Doch als Flavio das kleine Pony Engus mit in Zephyrs Box stellt, zeigt Zephyr keine Verhaltensauffälligkeiten mehr. Als Gunnar sie probe reitet ist er begeistert von Zephyr, denn sie ist perfekt für den Reitschulbetrieb. Er will sie behalten. Peter hat sich in Wendy verliebt. Er fragt, ob sie mit ihm ins Kino geht und Wendy lädt Flavio und Bianca gleich mit ein. |                                             |               |                             |                                             |
| 56 | Die Falle schnappt zu                       | Episode 56    | 6. Juli 1996                | 30. Juli 1996                               |
| Der Randalierer von Rosenborg wird gefasst. Es ist Gerd Joosten. Joosten ist auch derjenige der Paul die Drogen untergejubelt wird. Paul wird entlastet und kann wieder als Polizist arbeiten. Stefanie und Vanessa treffen sich wieder. Sie halten eine Seance, gemeinsam mit Jerry. Stefanie betrügt bei der Seance, weshalb Vanessa Angst bekommt. Jerry ist wütend. Stefanie gibt zu, dass sie so getan hat, als sei sie der Geist. Vanessa und Stefanie streiten sich und wollen einander nie wieder sehen. |                                             |               |                             |                                             |
| 57 | Bittere Wahrheiten                          | Episode 57    | 6. Juli 1996                | 31. Juli 1996                               |
| Vanessa lädt Jerry, Wendy und Peter zu einer Party ein. Sie möchte die dreiwöchige Beziehung von ihr und Jerry feiern. Bianca und Flavio kommen auch. Ingrids langjährige Mitarbeiterin Heidi kündigt, weil Max sie ständig betatscht. Ingrid schmeißt Max raus. Um ihre Gefühle zu verdrängen, trinkt Ingrid immer mehr Alkohol. Paul findet Jupiter, das Pferd, das Wiebke gestohlen wurde. Doch Jupiter hat eine Hufentzündung. Michael kümmert sich gut um ihn. Später fragt er Wiebke nach einem Date. Doch diese lehnt ab. Ingrid stürmt besoffen auf die Party von Vanessa. Peinlich berührt beendet Vanessa die Party. Jerry bringt Wendy zurück nach Hause und flirtet mit ihr. Er erklärt Wendy, dass er sie mit Vanessa nur eifersüchtig machen wollte. Beide gestehen sich, dass sie einander vermissen und küssen sich. |                                             |               |                             |                                             |
| 58 | Geheimes Nachtleben                         | Episode 58    | 13. Juli 1996               | 1. Aug. 1996                                |
| Jerry und Wendy sind wieder ein Paar. Jerry macht mit Vanessa Schluss. Max besucht Ingrid und die beiden kommen sich wieder näher. Vanessa ist immer noch wütend auf ihre Mutter, wegen deren Verhalten auf ihrer Party. Vanessa bewirbt sich als Barmädchen. Sie tut so, als sie 21 Jahre alt. In dem Club sieht sie auch Max mit einer jüngeren Frau. Als sie gefeuert wird, verbringt sie die Nacht im Stall. |                                             |               |                             |                                             |
| 59 | Die Maske fällt                             | Episode 59    | 13. Juli 1996               | 2. Aug. 1996                                |
| Das Gesundheitsamt möchte Ingrids Kosmetikstudio schließen. Ingrid betäubt sich Alkohol. Wendy und Jerry streiten sich. Um Jerry eifersüchtig zu machen, flirtet Vanessa mit Peter. Gunnar möchte einen neuen Reitlehrer einstellen. Flavio bewirbt sich und wird eingestellt. Paul und Wiebke beenden ihre Beziehung und entscheiden lieber Freunde zu sein. |                                             |               |                             |                                             |
| 60 | Eifersüchteleien                            | Episode 60    | 13. Juli 1996               | 5. Aug. 1996                                |
| Eine neue Reitschülerin, Berrit, besucht Rosenborg. Sie hat Angst vor Pferden. Flavio soll sich um sie kümmern. Doch nur mit Georgs Hilfe schafft Berrit ihre Angst zu überwinden. Vanessas Vater Daniel kommt ins Kosmetikstudio. Als er sieht, wie es Vanessas Mutter geht, beschließt er sie mit zu sich nach Hause zu nehmen. Michael trifft sich mit der Reitschülerin Birgit. Wiebke ist eifersüchtig. Sie fragt Michael, ob er mit ihr ausgeht. Der sagt jedoch, dass er schon mit Birgit verabredet ist und er am nächsten Tag Zeit hat. Wiebke ist wütend und geht weg. Herta kann sie jedoch überzeugen sich trotzdem mit Michael zu treffen. Die beiden küssen sich, gerade als Wendy den Stall betritt. |                                             |               |                             |                                             |
| 61 | Heikes Geheimnis                            | Episode 61    | 20. Juli 1996               | 6. Aug. 1996                                |
| Ingrid möchte Vanessa von ihrem Vater zurückholen. Sie widerruft die Bankvollmacht für Max. Außerdem bittet sie Herta ihm einen Brief zu geben und ihn zum Auszug aus der gemeinsamen Wohnung zu bewegen. Ingrid setzt sich von nun an für Vanessa ein. Alexa hat einen Reitunfall. Heike reitet auf Miss Dixie nach Rosenborg, um Hilfe zu holen. Seitdem sie mit ihrem Pferd Pedro gestürzt ist und dieser eingeschläfert worden ist, ist Heike nicht mehr geritten. Doch für Alexa überwindet sie ihre Angst und kann rechtzeitig Hilfe holen. Da Wendy Jerry versetzt geht er zu Vanessa. |                                             |               |                             |                                             |
| 62 | Streß auf der ganzen Linie                  | Episode 62    | 20. Juli 1996               | 7. Aug. 1996                                |
| Max bedeutet Ingrid immer noch viel. Sie schafft es nicht sich alleine von ihm loszusagen und bittet Gunnar am Hilfe. Der schmeißt Max gemeinsam mit Ingrid raus. Doch Max kommt wieder. Jerry verbringt viel Zeit mit Vanessa, verschweigt Wendy aber diese Treffen. Wendy ist wütend. Daraufhin trifft sie sich mit Jerrys neuem und verhassten Trainer Kurt. Eifersüchtig geht Jerry erneut zu Vanessa. Dabei hilft Jerry Ingrid und Vanessa Max erneut herauszuschmeißen. Michael trifft sich immer wieder mit der reichen Birgit, verabredet sich aber trotzdem mit Wiebke. Als diese dann kommt, scherzt er mit Flavio darüber, dass Wiebke wie ein Hausmädchen aussieht und nicht wie seine Frau, da sie ja kein Geld hat. Wütend verlässt Wiebke Michaels Zimmer. Die Nachwuchsballetttänzerin Hanna Haberlein (NZ: Hanna Barcley) behauptet, dass Biancas Pferd Prinz sie getreten hat. Ihre Mutter will daraufhin dafür sorgen, dass Prinz eingeschläfert wird. Allerdings hat Kurt den Vorfall beobachtet und kann bezeugen, dass Hanna die Schuld an dem Unfall trägt. |                                             |               |                             |                                             |
| 63 | Die Klassensprecherwahl                     | Episode 63    | 20. Juli 1996               | 8. Aug. 1996                                |
| Bianca will sich als Klassensprecherin bewerben. Doch Vanessa bewirbt sich auch für den Posten. Vanessa spielt falsch und entscheidet daher die Wahl für sich. Jedoch informiert Paul – ohne Biancas Wissen – Biancas Klassenlehrerin, die Vanessa disqualifiziert. Bianca will nun auch nicht mehr Klassensprecherin werden und es wird eine andere Mitschülerin, Maria, auf Vanessas Vorschlag neue Klassensprecherin. Wendy trainiert mit Jerrys Trainer Kurt, da Jerry nicht mehr am Turnier teilnehmen möchte. Daher zieht Kurt auf Rosenborg ein. Dort versucht Kurt Wendys Sattel zu manipulieren und sich an Penny zu vergreifen. Als Wendy ihn damit konfrontiert, tut Kurt so, als hätte er nichts damit zu tun. Wendy glaubt ihm. Wendy möchte Kontakt zu ihren Großeltern Mütterlicherseits aufbauen. Diese hatten sich mit Wendys Mutter Heike verkracht, als Heike noch sehr jung war. Seitdem haben sie sich nicht mehr gesehen. Alexa verspricht bei der Suche zu helfen. |                                             |               |                             |                                             |
| 64 | In Gefahr                                   | Episode 64    | 27. Juli 1996               | 9. Aug. 1996                                |
| Wendy trainiert viel mit Kurt. Dieser versucht mit allen Mitteln dafür zu sorgen, dass Wendy bei dem Turnier nicht antreten kann, denn er wird ihr Gegner. Flavio deckt auf, dass er für die Sabotage verantwortlich ist. Kurt wird rausgeworfen. Alexa erklärt, dass sie die Designerschule verlassen möchte. Sie hat vor ein Café auf Rosenborg zu veröffentlichen. Doch Gunnar möchte nicht, dass Alexa ihr Studium ein Jahr vor Abschluss beendet. Wenn es nach ihm geht, macht sie ihr Studium erst fertig. Sie versucht einen Kredit bei der Bank zu bekommen. Die Bank lehnt ab. Ingrid kommt nicht von Max los und verabredet sich mit ihm. Dieser möchte sie heiraten, doch Ingrid lehnt ab. Ingrid erklärt Max, dass sie abhängig von ihm sei, was enden muss. Sie droht gerichtlich gegen ihn vorzugehen, wenn er sich ihr erneut nähert. Daraufhin taucht Max betrunken bei Gunnar auf. Er sagt, Gunnar sei für die Trennung von ihm und Ingrid verantwortlich. Gunnar schmeißt Max daraufhin raus. Flavio versucht Michael und Wiebke zu verkuppeln. |                                             |               |                             |                                             |
| 65 | Ein großer Tag                              | Episode 65    | 27. Juli 1996               | 12. Aug. 1996                               |
| Max wird tot auf Rosenborg aufgefunden. Wendy sieht die Leiche ebenfalls, was sie traumatisiert. Später stellt sich heraus, dass Max ermordet wurde. Ein Schlag auf seinen Hinterkopf hat zu dessen Tode geführt, außerdem deuten Blutergüsse auf seinem Rücken daraufhin, dass er festgehalten wurde. Gunnar ist womöglich die letzte Person, die Max gesehen hat und wird des Mordes verdächtigt. Auch Michael ist einer der Verdächtigen, denn Max hatte ihm bei einem Pokerspiel betrogen, worauf Michael ihm gedroht hatte. Vanessa versöhnt sich mit Jerry. Als Ingrid von dem Tod ihres Exfreundes erfährt, versucht Vanessa Ingrid zu trösten. Michael und Wiebke kommen sich näher. Alexa kontaktiert ihren Großvater mütterlicherseits. Dieser will nichts von ihr und Wendy wissen, soweit er sich entsinne habe er keine Tochter mehr. Wendy bereitet sich trotz der Ereignisse auf das Turnier vor. Jerry nimmt nun doch am Turnier teil. Er hat heimlich trainiert. Wendy ist ein wenig in Sorge, da er diese schon mal besiegt hat. Außerdem möchte sie Kurt unbedingt besiegen. Letztendlich macht Wendy den ersten Platz, Kurt den zweiten und Jerry den dritten. Während Jerry sich als guter Verlierer zeigt und Wendy zum Sieg gratuliert, kann Kurt Wendys Sieg nur schwer anerkennen. Er meint der Pokal stehe ihm zu und Wendy habe das vermasselt. |                                             |               |                             |                                             |

## Bücher zur Fernsehserie
Von 1996 bis 1998 erschienen 9 Wendy Bücher zu der Fernsehserie beim Franz Schneider Verlag.
1. Freunde im Sattel (H. G. Francis)
2. Geheimnis um Miss Dixie (H. G. Francis)
3. Vanessa spielt falsch (H. G. Francis)
4. Abenteuer auf Rosenborg (H. G. Francis)
5. Bianca und Prinz (H. G. Francis)
6. Vanessa sattelt um (H. G. Francis)
7. Wirbel um Alexa (H. G. Francis & Katharina Lahn)
8. Die große Überraschung (H. G. Francis)
9. Biancas Traum (H. G. Francis)

## Rezeption
Insbesondere in Deutschland kam die Serie bei den Zuschauern gut an. Noch Jahre nach Erstausstrahlung wurde die Serie im deutschen Fernsehen im Nachmittagsprogramm wiederholt.
Antje Wessels lobt, die „schwelgerischen Landschaftsaufnahmen und spannendem Szenen aus dem Alltag rund ums Pferd“. Außerdem findet sie es gut, dass die Synchronstimmen in der Serie von den Sprechern der Hörspiele von Kiosk/Kiddinx stammen. Die Serie habe jedoch eine „sehr erwachsene Ausrichtung“. Daher sei sie weniger geeignet für die ganz jungen Zuschauer, sondern eher für die „ganze Familie“. Die Serie würde Themen wie „Pferde, Freundschaft, Liebe und das Erwachsenwerden“ behandeln.
Lorella Joschko findet, die Serie habe „Tiefgang“ und gleichzeitig „viel Spaß und Freude“. Die Serie sei ihr „absolutes Highlight“ der Pferdeserien.
Julia Fahl findet, dass man als Pferdefan die Wendyserie gesehen haben müsse. Besonders fasziniert habe sie das Pferd  Miss Dixie. Diese wird im Westernstil geritten und habe sie wahrscheinlich zum Westernreiten gebracht.